# Concili de Calcedònia
El Concili de Calcedònia va ser un concili de l'església dut a terme del 8 d'octubre a l'1 de novembre del 451, a Calcedònia (una ciutat de Bitínia, a l'Àsia Menor), al costat asiàtic del Bòsfor. El Concili va marcar un punt d'inflexió important als debats cristològics (sobre la naturalesa del Crist) que van portar a la separació de l'Església de l'Imperi Romà d'Orient al segle xi. És l'últim concili que molts anglicans i la majoria de protestants consideren ecumènic.
El Concili de Calcedònia va ser convocat per l'emperador Marcià, amb l'aprovació de mala gana del Papa Lleó el Gran per deixar de banda el concili d'Efes del 449. El Concili de Calcedònia va emetre el Credo de Calcedònia, que va repudiar la idea d'una sola naturalesa de Crist, definint que Crist tenia dues naturaleses en una persona i hipòstasi, i va insistir en la integritat de les seves dues naturaleses, la divina i humana. El concili també va emetre 27 cànons disciplinaris que regirien l'administració de l'església i l'autoritat. En un decret posterior, més tard conegut com el cànon 28, els bisbes buscava elevar el rang del Patriarcat de Constantinoble, al·legant que Constantinoble gaudia d'un honor i autoritat comparable a la de Roma.
El concili és considerat el quart Concili Ecumènic pels catòlics romans, les Esglésies Catòliques Orientals, l'Església Ortodoxa, els antics catòlics, i diversos altres grups cristians occidentals. Com a tal, és reconegut com a infal·lible en les seves definicions dogmàtiques de l'Església Catòlica Romana i les Esglésies orientals ortodoxes (en aquest temps una sola església). La majoria dels protestants també respecten els conceptes de la Santíssima Trinitat i l'Encarnació tal com es defineixen a Nicea (325) i Calcedònia com la doctrina ortodoxa a la qual s'adhereixen. No obstant això, el concili no és acceptat per diverses de les esglésies ortodoxes orientals, incloent-hi els ortodoxos orientals d'Egipte, Síria i Armènia. Les esglésies ortodoxes orientals ensenyen una sola naturalesa en Crist, composta tant de divinitat com d'humanitat. En les confessions que accepten el credo de Calcedònia aquestes visions de la naturalesa de Crist són titllades d'heretgia amb els noms de monofisisme i miafisisme.

## Rerefons històric
L'any 325, el primer concili ecumènic, celebrat a Nicea va determinar que Jesucrist era Déu, "consubstancial" amb el Pare, i va rebutjar l'afirmació arriana que Jesús era un ésser creat. Això va ser reafirmat en el Primer Concili de Constantinoble el 381 i en el Concili d'Efes el 431.
Després que el Concili d'Efes condemnés el nestorianisme, va aparèixer un conflicte entre els patriarques Joan I d'Antioquia i Ciril I d'Alexandria. Ciril afirmava que Joan romania nestorianista, mentre que Joan afirmava que Ciril seguia l'heretgia apol·linarista. Els dos van resoldre les seves diferències amb la mediació del bisbe Acacius de Beroea, el 12 d'abril del 433, i l'any següent, Teodoret de Cir va assentir a aquesta fórmula, estant d'acord a anatematitzar a Nestori com heretge l'any 451, durant el Concili de Calcedònia, com a preu per ser restaurat a la seva seu després de la seva deposició al Concili d'Efes del 449, posant punt final al nestorianisme a l'Imperi Romà.
El 446, dos anys després de la mort de Ciril d'Alexandria, Eutiques de Constantinoble un monjo ancià de Constantinoble començà a ensenyar una subtil variació en la cristologia tradicional en un intent d’aturar un nou brot de nestorianisme.
Ciril ensenyava que "no és només una physis, ja que és l'Encarnació, del Déu de la Paraula.", entenent que la paraula grega physis significa aproximadament el que la paraula llatina persona, mentre que la majoria dels teòlegs grecs ho interpretaven en el sentit de la paraula natura. Per tant, molts entenien que Eutiques defensava el docetisme, una mena de contraposició teològica de l'arrianisme, atès que Arri havia negat la divinitat consubstancial de Jesús. L'ortodòxia de Ciril no va ser posada en dubte, ja que la Unió de 433 havia parlat explícitament de dos physeis en aquest context, [es va parlar d'una "unió de dues naturaleses", però això no va deixar clar que calia parlar de dues naturaleses després de la unió].
Lleó I va escriure que l'error d'Eutiques semblava ser més una falta d'habilitat que malícia. A més, el seu bàndol en la controvèrsia no entrava en discussions amb els seus oponents, cosa que va impedir que el malentès fos descobert. No obstant això, a causa de l'alta estima que els creients tenien en Eutiques, només superada pel Patriarca de Constantinoble a l'Est, els seus ensenyaments es van estendre ràpidament per l'est.
Al novembre del 448, durant un sínode local a Constantinoble, Eutiques va ser denunciat com heretge pel bisbe Eusebi de Dorilèon, que va exigir que fos destituït del seu càrrec. El Patriarca Flavià de Constantinoble va preferir no pressionar a causa de la gran popularitat d'Eutiques, però finalment va cedir i Eutiques fou condemnat com a heretge pel sínode. No obstant això, l'emperador Teodosi II i el Patriarca d'Alexandria, Diòscor, van rebutjar aquesta decisió aparentment, ja que Eutiques s'havia penedit i confessat la seva ortodòxia [ningú va dir que Eutiques s'havia 'penedit']. Diòscor a continuació va celebrar el seu sínode que va restablir Eutiques. Les demandes entre els patriarques de Constantinoble i Alexandria van portar a l'emperador a convocar un concili que es va celebrar a Efes a 449, al qual va convidar el papa Lleó I per presidir-lo, però aquest es va negar a assistir-hi a causa de la invasió d'Itàlia per part d’Àtila, rei dels huns, i va enviar quatre delegats perquè el representessin, un dels quals van morir en el camí, amb una carta adreçada a Flavià de Constantinoble explicant la posició de Roma a la controvèrsia. La Carta de Lleó afirmava que Crist tenia dues naturaleses, però que no venia de les dues naturaleses.
Tot i això, es pot conciliar amb la fórmula de Ciril de la Reunió, que no era compatible en la redacció amb el Dotze anatemes de Ciril. En particular, l'anatema tercer diu: "Si algú divideix en l'únic Crist les hipòstasis després de la unió, unint-se a ells només per una conjunció de la dignitat o autoritat o el poder, i no més aviat per un acostament a una unió per la naturalesa, que sigui anatema". Per a alguns aquest anatema semblava incompatible amb la definició de Lleó de dues naturaleses unides hipostàticament. No obstant això, el concili va determinar (amb l'excepció de 13 bisbes egipcis) que es tractava d’una qüestió de redacció i no de la doctrina, i un comitè de bisbes nomenats per estudiar l'ortodòxia del Sant en les cartes de Ciril, que incloïa els dotze anatemes com criteris, determinà per unanimitat que era ortodox, i el concili, amb poques excepcions, va donar-li suport.

## Latrocinis d'Efes
El 8 d'agost del 449, el Segon Concili d'Efes va començar la seva primera sessió amb Diòscor d'Alexandria presidint per ordre de l'emperador, i va començar el concili prohibint la presència de tots els membres del sínode que el novembre de 447 havia deposat a Eutiques, i a continuació va presentar Eutiques que públicament professava que, si bé Crist tenia dues naturaleses abans de l'encarnació, les dues naturaleses s'havien fusionat per formar una sola naturalesa després de l'encarnació. Dels 130 bisbes reunits, 111 van votar a favor de la rehabilitació d'Eutiques. Al llarg d'aquest procés, el llegat romà Hilari demanà en repetides ocasions la lectura del tom de Lleó [no de la carta de Lleó al concili], però va ser ignorat. Diòscor després va proposar deposar Flavià i Eusebi de Dorilèon amb l'argument que van ensenyar que la Paraula s'havia fet carn, i no assumien la carn de la Verge i que Crist tingués dues naturaleses. Quan Flavi i Horaci es va oposar, Diòscor feu que una torba promonofisita entrés a l'església i ataqués Flavi, que va ser ferit de mort mentre s'aferrava a l'altar. Diòscor va fer arrestar Eusebi de Dorilèon i va exigir als bisbes reunits que aprovessin les seves accions, i davant la por de la multitud, tots ho van fer.
Els llegats papals es va negar a assistir a la segona sessió en què diversos bisbes més ortodoxos van ser deposats, incloent-hi Anaves d'Edesa, Ireneu de Tir (un amic personal proper de Nestori), Domnus d'Antioquia i Teodoret. Diòscor a continuació, fa un pas endavant declarant pòstumament l’ortodòxia de Ciril d'Alexandria en relació als Dotze anatemes amb la intenció de condemnar qualsevol confessió que no sigui la d’una sola naturalesa en Crist. Hilari, llegat romà, que com a Papa va dedicar un oratori a la Basílica del Laterà, en agraïment per la seva vida, va aconseguir escapar de Constantinoble, i va portar la notícia que del resultat el concili a Lleó I, que immediatament va declarar-lo "sínode dels lladres" -Latrocinium- i es va negar a acceptar els seus pronunciaments. Les decisions d'aquest Concili amenaçaven amb un cisma entre Orient i Occident.
La situació va continuar deteriorant-se, amb Lleó exigint la convocatòria d'un nou Concili i l'emperador Teodosi II negant-se a cedir-hi. Tot això va canviar dramàticament amb la mort de l'emperador i l'elevació de Marcià, un cristià ortodox, al tron imperial. Per resoldre les tensions latents, Marcià va anunciar la seva intenció de celebrar un nou concili. Lleó havia pressionat perquè es dugués a terme a Itàlia, però l'emperador Marcià va demanar en canvi que es convoqués a Nicea. Les invasions dels huns va obligar a desplaçar-se en l'últim moment a Calcedònia, on el Concili es va inaugurar el 8 d'octubre del 451. Marcià havia retornar a les seves diòcesis els bisbes deposats per Diòscor, i va portar el cos de Flavi  a la capital per ser sepultat honorablement.
L'assistència a aquest Concili era molt alta, amb prop de 370 bisbes assitents (o preveres representant els bisbes). Pascasi es va negar a donar a Diòscor (que havia excomunicat Lleó I) un seient en el Concili. Com a resultat d'això, va ser traslladat a la nau de l'església. Pascasi a més va ordenar el reintegrament de Teodoret i que se li ha donés un lloc, però aquesta mesura va causar tal enrenou entre els pares conciliars, que Teodoret també es va asseure a la nau, encara que se li va donar un vot en el procés, que va començar amb un judici de Diòscor.
Marcià desitjava interposar un recurs que finalitzés ràpidament, i va demanar al Concili que es pronunciés sobre la doctrina de l'Encarnació abans de continuar el judici. Els pares conciliars, però, van considerar que no era necessari cap nou credo, i que la doctrina havia estat establert amb claredat en el Tom de Lleó. També eren reticents a escriure un nou credo després del Concili d'Efes, ja que aquest havia prohibit la composició o l'ús de qualsevol nou credo. La segona sessió del Concili va acabar amb els crits dels bisbes, "És Pere qui diu això a través de Lleó. Això és el que tots nosaltres creiem. Aquesta és la fe dels Apòstols. Lleó i Ciril ensenyen el mateix". Encara que durant la lectura del Tom de Lleó, tres passatges van ser impugnats per ser potencialment nestorians, la seva ortodòxia va ser defensada mitjançant l'ús dels escrits de Ciril.
El Comitè va decidir per unanimitat a favor de l'ortodòxia de Lleó; van determinar que el que havia dit era compatible amb l'ensenyament de Ciril. Un bon nombre d'altres bisbes també van fer declaracions en el sentit que ells creien que el Tom de Lleó no estava en contradicció amb els ensenyaments de Ciril.
La confessió de Calcedònia proporciona una declaració clara sobre la naturalesa humana i divina de Crist
| « | Nosaltres, llavors, arran dels sants Pares, tots a una, ensenyem a la gent a confessar un i el mateix Fill, nostre Senyor Jesucrist, el mateix perfecte en Deïtat i també perfecte en humanitat, veritable Déu i veritable home, d'una raonable [racional] ànima i cos, consubstancial [col · essencial] amb el Pare segons la divinitat, i consubstancial amb nosaltres segons la humanitat, en totes les coses com nosaltres, sense pecat, engendrat abans de totes les edats del Pare segons la divinitat, i en aquests últims dies, per nosaltres i per la nostra salvació, nascut de la Verge Maria, la Mare de Déu, d'acord amb la Humanitat; un i el mateix Crist, Fill, Senyor, Unigènit, per a ser reconegut en dues naturaleses, inconfusibles, immutables, indivisibles, inseparables; (ἐν δύο φύσεσιν ἀσυγχύτως, ἀτρέπτως, ἀδιαιρέτως, ἀχωρίστως - en duabus Naturis inconfuse, immutabiliter, indivise, inseparabiliter) la distinció de natures de cap manera desapareix amb la unió, sinó més aviat la propietat de cada naturalesa es conserva, i coincidint en una persona (prosopon) i una subsistència (hipòstasi), no partida ni dividida en dues persones, sinó un sol i mateix Fill i unigènit de Déu (μονογενῆ Θεὸν), la Paraula, el Senyor Jesús Crist, com els profetes des del principi [ha declarat] en relació amb ell, però el mateix Senyor Jesucrist ens ha ensenyat, i el Credo dels Sants Pares ha arribat fins a nosaltres. | » |

El treball del Concili es completa amb una sèrie de 27 cànons disciplinaris:
1. Estableix que tots els cànons dels concilis anteriors es mantindran en vigor. Alguns van ser confirmat posteriorment pel Concili de Trullo
2. Prohibeix la simonia (el pagament de l'oficina eclesiàstica).
3. Prohibeix als bisbes de participar en el negoci.
4. Dona autoritat als bisbes a través dels monjos a les seves diòcesis, amb el dret de permetre o prohibir la fundació de nous monestirs.
5. Estableix que els bisbes de viatge estan subjectes a la llei canònica.
6. Prohibeix les ordenacions en monestirs.
7. Prohibeix als clergues de servir en l'exèrcit.
8. Col·loca els hospicis sota la jurisdicció del bisbe.
9. Limita la capacitat d'acusar un bisbe de mal procedir.
10. Impedeix els capellans d'estar adscrits a dues esglésies.
11. Considera la mena de cartes de viatge per als pobres, diferents de les cartes de recomanació per a aquells susceptibles de despertar sospita.
12. Prohibeix a les províncies de ser dividides fins a la creació d'una altra església.
13. Prohibeix al clergat oficiar en una ciutat desconeguda, sense una carta de recomanació del seu bisbe.
14. Es refereix a les dones i fills dels cantaires i els lectors.
15. Requereix que una diaconessa tingui com a mínim 40 anys.
16. Prohibeix els monjos i monges de casar-se sota pena d'excomunió.
17. Regula la diòcesi de les parròquies rurals en cas de canvi de límits administratius civils.
18. Prohibeix els conciliàbuls de clergues per conspirar contra els bisbes, sota pena de degradació.
19. Requereix als bisbes de dur a terme un sínode dues vegades l'any.
20. Llistes d'exempcions per a aquells que han estat portats a una altra ciutat.
21. Priva de ser rebuts aquells clergues o seglars que acusin el seu bisbe de forma escandalosa.
22. Prohibeix apoderar-se dels béns d'un bisbe mort.
23. Dicta l'expulsió de Constantinoble d'aquells religiosos que hi passen massa temps contra la voluntat del seu bisbe i per conspirar.
24. Afirma que els monestirs són permanents.
25. Requereix  que els nous bisbes siguin ordenats en el termini de tres mesos des de la seva elecció, excepte en cas de necessitat.
26. Requereix a les catedrals de tenir un administrador d'entre el clergat per controlar la seva economia.
27. Prohibeix portant-se a les dones amb el pretext de matrimoni (fugar-se).

El Cànon 28 dona a Costantinobla iguals privilegis (isa presbeia) que a Roma, perquè Constantinoble és la Nova Roma, renovat pel cànon 36 del Concili de Trullo. Els llegats papals no estaven presents en la votació d'aquest cànon, i van protestar després, i no va ser ratificat pel Papa Lleó de Roma.
D'acord amb algunes col·leccions gregues antigues, s'atribueixen al Concili dos cànons més: el cànon 29, que estableix que un bisbe indigne no pot ser degradat a presbíter però pot ser deposat, és un extracte de les actes de la 19a reunió; i el cànon 30, que atorga als egipcis temps per a considerar el rebuig del Tom de Lleó, és un extracte de les actes de la quarta sessió.
Amb tota probabilitat, es va realitzar un registre oficial de les actes durant el mateix Concili o poc després. Els bisbes reunits van informar al Papa que se li transmetia una còpia de tot l’”Acta". El març del 453, el Papa Lleó va encarregar a Julià de Cos, que es trobava a Constantinoble, que reslitzés una recopilació de totes les actes i les traduís al llatí. [aclariment requerida] La majoria dels documents, principalment les actes de les sessions, havien estat ser escrites en grec, mentre que altres, per exemple, les cartes imperials, havien estar publicades en grec i en llatí, i encara altres, per exemple les cartes papals, ho havien estat només en llatí. Finalment, gairebé totes elles van ser traduïdes a tots dos idiomes.
En relació al canon 28, en què el Concili de Calcedònia eleva la Seu de Constantinoble a una posició "en segon lloc en l'eminència i el poder pel Bisbe de Roma", l’evolució havia estat progressiva. El Concili de Nicea -al 325- havia pres nota de la primacia de la Seu de Roma, seguit per les seus d'Alexandria i Antioquía. En aquell moment, la seu de Constantinoble no tenia encara cap preeminència eclesiàstica, però la seva proximitat a la cort imperial havia anat elevant la seva importància. El Concili de Constantinoble el 381 havia modificat una mica la situació situant Constantinoble com a segona en honor per sobre d'Alexandria i Antioquía, indicant en el Cànon III, que "el bisbe de Constantinoble […] tindrà la prerrogativa d'honor després que el bisbe de Roma, perquè Constantinoble és la Nova Roma". Al segle cinquè, aquesta situació va ser qüestionada pels bisbes d'Alexandria, però el Concili de Calcedònia va confirmar el Cànon XXVIII.
El cànon 28 estableix: “ Perquè els Pares van concedir amb raó privilegis al tron de l’antiga Roma, perquè era la ciutat reial. I els cent cinquanta bisbes més religiosos, impulsats per la mateixa consideració, van donar els mateixos privilegis (ἴσα πρεσβεῖα) al tron més sagrat de la Nova Roma, justament per considerar que la ciutat que s'honra amb la sobirania i el Senat, i gaudeix dels mateixos privilegis que l'antiga Roma imperial, també en els afers eclesiàstics hauria de ser magnificada com ella i ocupar el segon lloc.
El context per a l'assignació de l'autoritat eclesiàstica propugnada pels Pares del Concili reflecteix la realitat de l'autoritat imperial a l'últim període de l'Imperi Romà. La posició de l'Est podria ser entesa com de naturalesa política, i no com un punt de vista doctrinal. A la pràctica, tots els cristians de l'Est i l'Oest reconeixien Roma com la Seu de Pere i Pau, o la Seu Apostòlica, i no merament en com a capital imperial. Roma utilitza aquest argument per defensar que la seva prioritat sempre ha vingut de la seva descendència directa dels apòstols Pere i Pau i no de la seva associació amb l'autoritat imperial.
Després de l'aprovació del Cànon 28, Roma va presentar una protesta contra la postergació de la distinció que s'atorga a Antioquia i Alexandria. No obstant això, per por que denegar l'aprovació d’aquest canon pogués ser interprett, seria interpretat com un rebuig de Roma a tot el concili, l'any 453 el Papa va confirmar els cànons del Concili amb una protesta contra el 28.
Per altra banda, el bisbe metropolità de Jerusalem fou elevat a l'estatus de "patriarca”, elevant a cinc el nombre de patriarcats.
Els bisbes que estaven incòmodes amb el llenguatge del Papa Lleó repudiaren el concili, dient que l'acceptació de dues fisis era equivalent a nestorianisme. Diòscor, el patriarca d'Alexandria, defensava el miafisisme i havia dominat el Concili d'Efes. Hi ha esglésies que van rebutjar Calcedònia a favor d'Efes i es van separar de la resta de les esglésies en un cisma; la més important entre elles era l'Església d'Alexandria, avui coneguda com l'Església Ortodoxa Copta d'Alexandria.
L’emperador Justinià I va intentar portar els monjos que encara rebutjaven la decisió del Concili de Calcedònia  a la comunió amb l'església majoritària. El moment exacte d'aquest esdeveniment no es coneix, però es creu que va ser entre 535 i 548. Sant Abraham de Farshut va ser cridat a Constantinoble, i ell va triar quatre monjos per acompanyar-lo. En arribar, Justinià els va cridar i els va informar que, o bé acceptaven la decisió del Concili o perdrien les seves posicions. Abraham s'hi va negares va negar. Teodora, la seva esposa, va tractar de persuadir Justinià de canviar d'opinió, pel que sembla sense cap resultat. Abraham va manifestar en una carta als seus monjos, que preferia romandre a l'exili abans que subscriure una opinió contrària a la fe d'Atanasi. No eren els únics que mantenien aquesta posició, també era la posició de les esglésies no calcedònies, que componen l'ortodòxia oriental amb l'Església d'Alexandria com el seu líder espiritual. Només en els últims anys s'ha vist un grau d'acostament entre els cristians de Calcedònia i l'Ortodoxa Oriental.